# Massif de Ger
Le massif de Ger est un massif de montagnes de la chaîne des Pyrénées situé dans le département des Pyrénées-Atlantiques en région Nouvelle-Aquitaine, France.
Le massif culmine au pic de Ger à 2 613 mètres,. Il mesure 10 km de long (d'ouest en est) par 7 km de large (du nord au sud),, pour une surface totale de 64 km2.
C'est un petit massif bien individualisé, entièrement composé de roches sédimentaires de type calcaires, entouré par la vallée du Valentin à l'est et au nord, la vallée du Soussouéou au sud, et la vallée d'Ossau à l'ouest.
Le massif est occupé par la station de ski de Gourette sur son flanc est, et ses eaux alimentent les stations thermales d'Eaux-Bonnes et Eaux-Chaudes sur son flanc nord-ouest.

## Toponymie
Le massif est appelé de différentes façons en fonction des activités humaines qui s'y pratiquent (randonnées, ski, thermalisme) :
- « massif de Ger », « massif du Ger », « massif du Pic du Ger » d'après son plus haut sommet, le pic de Ger ;
- « massif de Gourette » par rapport à la station de ski de Gourette ;
- « massif des Eaux-Bonnes » par rapport à la station thermale des Eaux-Bonnes, ce terme est aujourd'hui désuet mais était populaire de la deuxième moitié du XIXe siècle à la première moitié du XXe siècle.

Le mot ger ou jer est un toponyme gascon qui signifie « prairies de montagne ».

## Géographie
Le massif de Ger est un massif d'allure ronde pris en tenaille entre deux vallées : la vallée d'Ossau à l'ouest (poursuivie par le vallon du Soussouéou-Artouste au sud) et la vallée du Valentin au nord puis à l'est. La rivière du Valentin y prend sa source sur le versant sud du pic d'Anglas.
| Vallée d'Ossau Massif de Sesques | Vallée du Valentin                                        | Vallée du Valentin Massif du Gabizos |
| Vallée d'Ossau Massif de Sesques | massif de Ger                                             | Vallée du Valentin Massif du Gabizos |
| Vallée d'Ossau Massif de l'Ossau | Gave de Soussouéou Massif du Lurien (Massif du Balaïtous) | Massif du Balaïtous                  |

La haute-vallée du Valentin, qui correspond au coin sud-est du massif, est occupée par plusieurs lacs, comme celui d'Uzious qui marque la délimitation entre le massif de Ger à l'ouest et le massif du Gabizos à l'est.
Administrativement, le massif de Ger est partagé entre le territoire de la commune de Laruns et celui d'Eaux-Bonnes.

### Principaux sommets

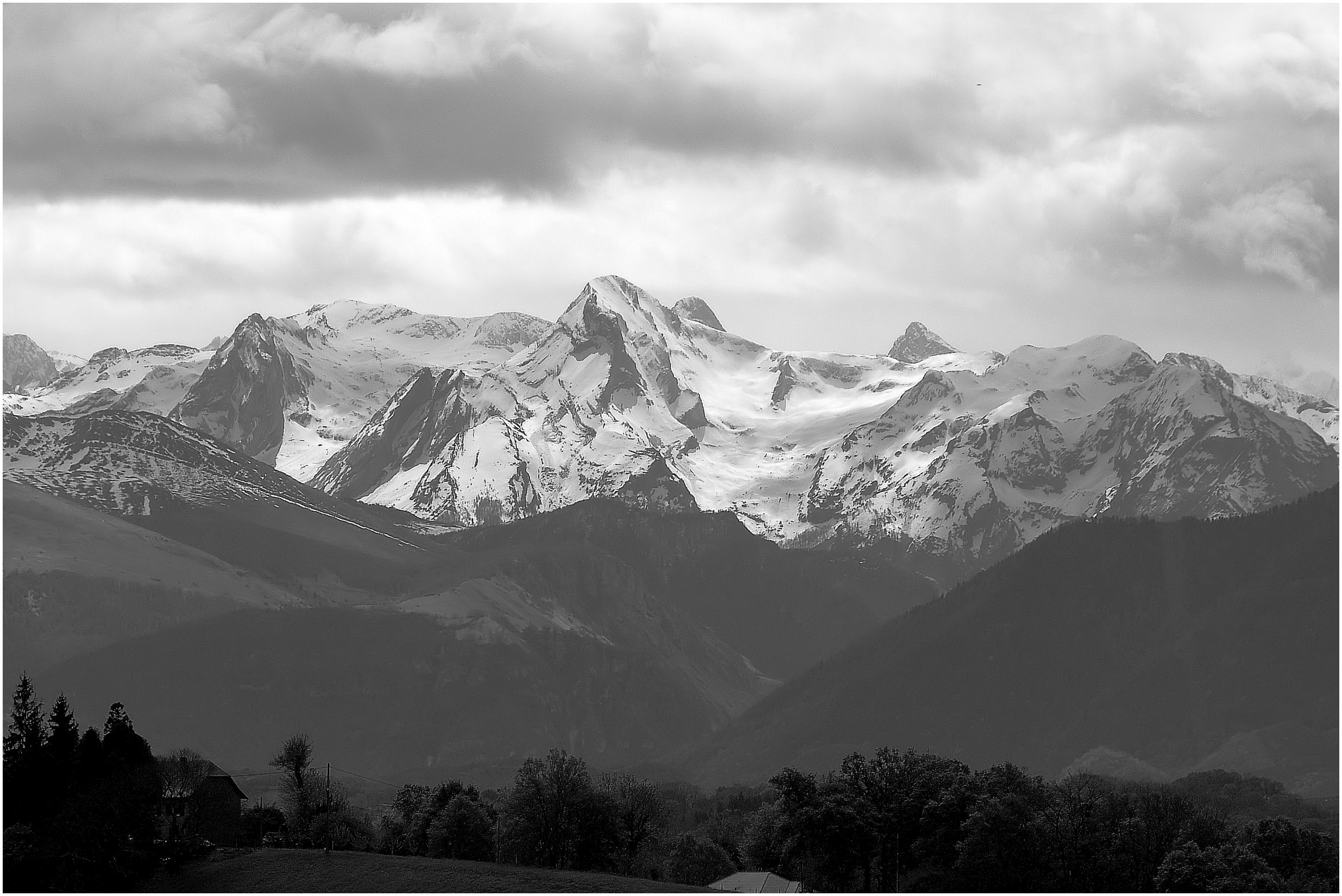
Massif de Ger avec le pic de Ger au centre.

| Sommet        | Altitude (mètres) |
| ------------- | ----------------- |
| Pic de Ger    | 2 613             |
| Pic d'Amoulat | 2 594             |
| Pène Blanque  | 2 530             |
| Pène Médaa    | 2 520             |

### Géologie
Le massif de Ger a la particularité d'être entièrement calcaire avec des roches datant du Mésozoïque (secondaire), époque du Crétacé supérieur (-100 à -66 Ma), alors que les massifs environnants sont sédimentaires mais non calcaires et plus anciens, datant du Paléozoïque (primaire), extension occidentale de la nappe de Gavarnie, principalement de la période du Dévonien (-420 à -360 Ma).

## Activités humaines

### Protection environnementale
- ZNIEFF 720009048 dite « massif calcaire du Pic de Ger »[6].
- ZNIEFF FR7200743 dite « massif du Ger et du Lurien »[7].

### Randonnées
Le GR 10 (sentier de grande randonnée 10), qui traverse la chaîne des Pyrénées, passe dans le sud du massif depuis la vallée d'Ossau à l'ouest jusqu'au lac d'Anglas à l'est. Le GR 108 passe à l'ouest dans la vallée d'Ossau. Le GRP dit « Tour de la vallée d'Ossau » avec ses variantes passe dans le centre du massif.

### Économie
- Sylviculture et élevage
- Station de ski de Gourette
- Stations thermales d'Eaux-Bonnes et d'Eaux-Chaudes